# Wolfgang Glänzel
Wolfgang Glänzel (13 abril 1955, Frankfurt de l'Oder) és un gestor d'informació i professor de la KU Leuven, a Lovaina.
Després de fer la secundària a Frankfurt de l'Oder, estudià matemàtiques a la Loránd-Eötvös-Universität de Budapest i el 1979 passà a ser assistent d'investigació a la Hochschule Mittweida. El 1980 torna a Budapest i entrà a treballar a la Biblioteca de la Ungarischen Akademie der Wissenschaften (UAW). Va investigar en el camp de la bibliometria, la cienciometria i la teoria de la probabilitat aplicada; i obtingué el doctorat en Matemàtiques el 1984 per la Universitat Loránd-Eötvös. Durant els anys 1990–1991 i 1995–1996 fou becari de la Fundació Alexander von Humboldt-Stiftung. El 1997 obtingué el doctorat en Ciències socials per la Universitat de Leiden amb la tesi On a stochastic approach to citation analyseː A bibliometric methodology with applications to research evaluation.
Des del 2002 és director del Centre for R&D Monitoring (ECOOM) de la Universitat de Lovaina i des del 2005 n'és professor. Glänzel també és científic sènior del Department of Science Policy & Scientometrics de la UAW. Glänzel ha publicat com a tutor, coautor o editor diversos llibres i més de 300 articles en revistes internacionals i ponències de conferències. Ha publicat sobre teoria de la probabilitat i estadística matemàtica, ciències de la computació i estudis quantitatius de ciència. Se'l considera un dels autors més prolífics en els camps de la cienciometria i la informetria. El 1999 va rebre la medalla Derek de Solla Price pels seus èxits destacats dins la investigació quantitativa de la ciència. Des de principis del 2014 és editor en cap de la revista Scientometrics i professor visitant a la Kent Business School de la University of Kent. També és editor acadèmic de la revista PLos One i Secretari-Tresorer de la International Society for Scientometrics and Informetrics.

## Obres (selecció)
- T. Braun, W. Glänzel, A. Schubert: Scientometric indicators: a 32-country comparative evaluation of publishing performance and citation impact. World Scientific Publ., Singapore, Philadelphia 1985, ISBN 9971-966-69-7.
- Wolfgang Glänzel: Bibliometrics as a research field: a course on theory and application of bibliometric indicators. Ungarische Akademie der Wissenschaften, Budapest 2003. (PDF)
- Henk F. Moed, Wolfgang Glänzel, Ulrich Schmoch (Hrsg.): Handbook of quantitative science and technology research. Kluwer, Dordrecht 2004, ISBN 1-4020-2702-8.